# Paris-Roubaix de 1922
A 23.ª Paris-Roubaix teve lugar a 16 de abril de 1922 e foi vencida pelo belga Albert Dejonghe.

## Classificação final
|    | Ciclista          | Equipa           | Tempo |
| -- | ----------------- | ---------------- | ----- |
| 1  | Albert Dejonghe   | -                |       |
| 2  | Jean Rossius      | La Française     |       |
| 3  | Émile Masson      | Alcyon           |       |
| 4  | Paul Deman        | Automoto-Russell |       |
| 5  | Charles Lacquehay | -                |       |
| 6  | Gaetano Belloni   | Bianchi-Saia     |       |
| 7  | Alfons van Hecke  | JB Louvet-Soly   |       |
| 8  | Léon Scieur       | La Française     |       |
| 9  | Marcel Gobillot   | -                |       |
| 10 | Henri Pélissier   | Automoto-Russell |       |